# Johann Claudius von Lassaulx

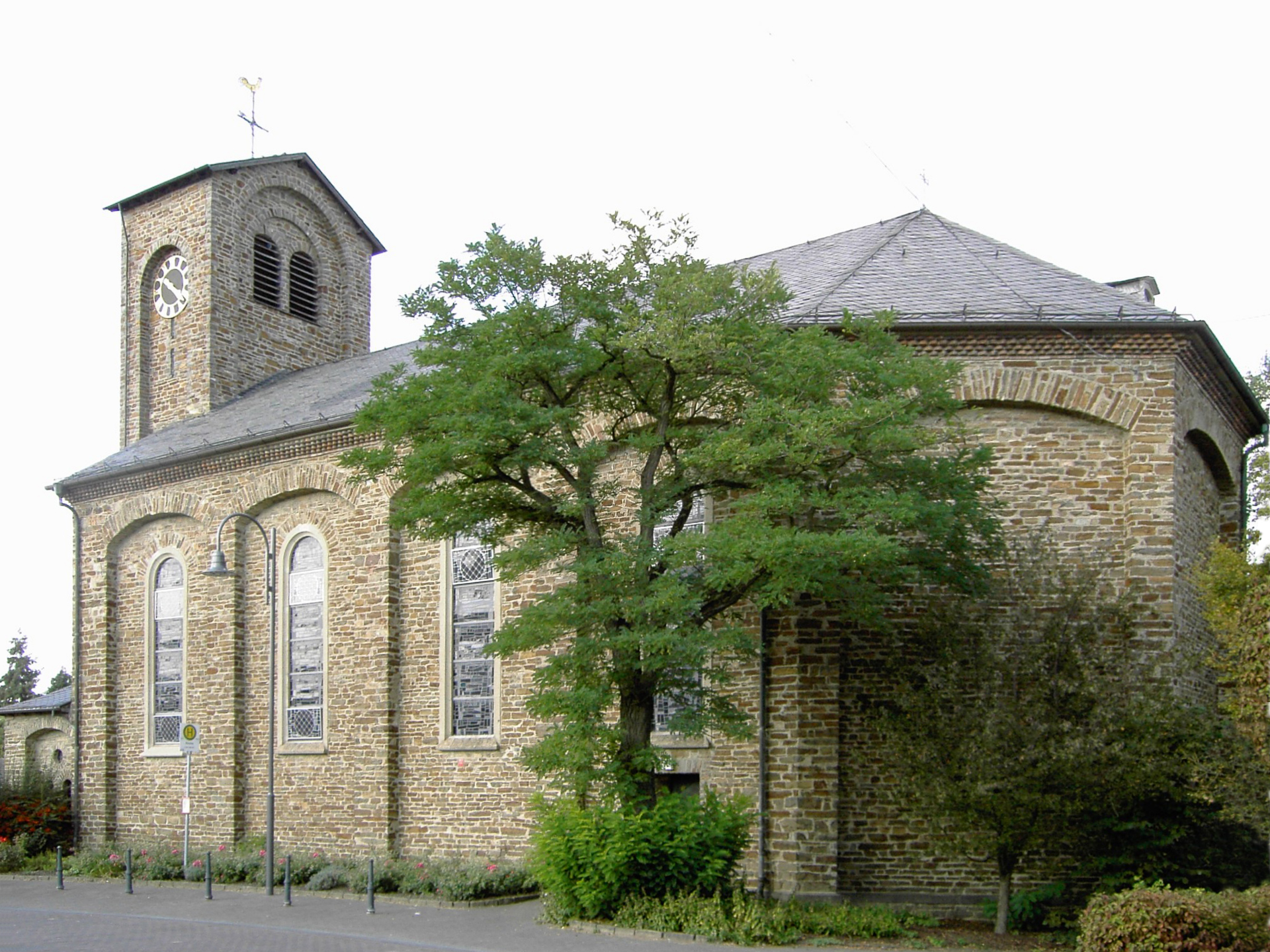
Kyrkan i Waldesch.

Johann Claudius von Lassaulx, född 27 mars 1781 i Koblenz, död där 14 oktober 1848, var en tysk arkitekt.
Han samarbetade med Karl Friedrich Schinkel och byggde kyrkor, skolor och andra profanbyggnader i området kring Koblenz. Han restaurerade även kyrkor och borgar vid Rhen i romansk stil.